# أليرس ميليناريو

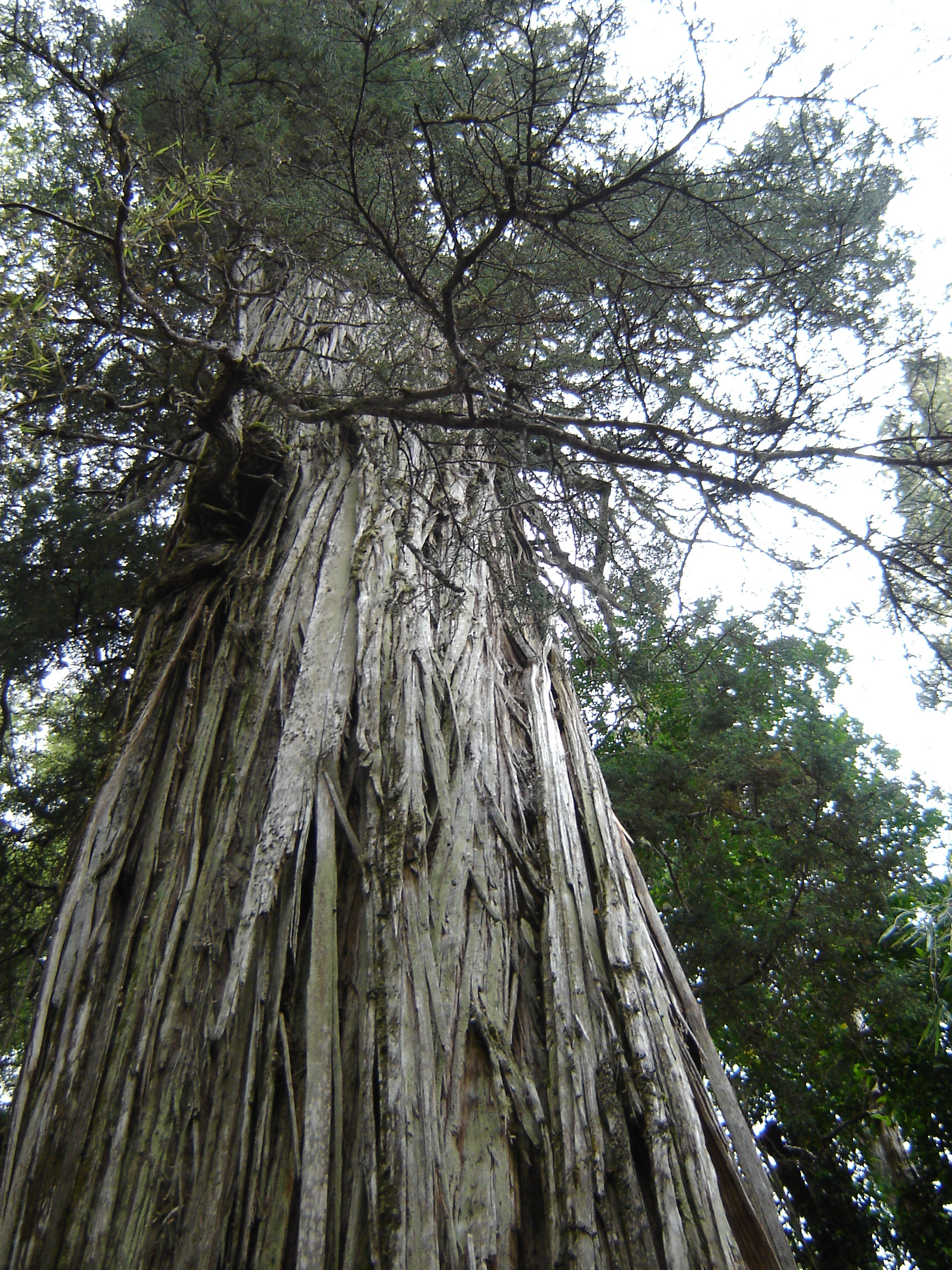
شجر ة أليرس في حديقة تشيلي

أليرس ميليناريو (بالإنجليزية: Alerce Milenario) أو غران أبويلو، وتعرف أيضًا باللغة الإنجليزية بإسم الجد الأكبر، هي أكبر شجرة في حديقة أليرسي كوستيرو الوطنية في تشيلي.

## الوصف
قام جوناثان باريشيفيتش وأنطونيو لارا، من جامعة أوسترال في تشيلي، بحفر ثقب جزئي في الشجرة قدر الإمكان دون الإضرار بها. لقد استخدموا الحفار الإضافي - وهو مثقاب على شكل حرف T لاستئصال أسطوانة ضيقة من الخشب دون الإضرار بالشجرة.
  كان تقدير باريشيفيتش لعمر Alerce Milenario هو 5484 عامًا، ومن المؤكد أن عمر الشجرة لا يقل عن 5000 عام.